# 폴 들라로슈
이폴리트폴 들라로슈(프랑스어: Hippolyte-Paul Delaroche, 프랑스어 발음: [ipɔlit pɔl dəlaʁɔʃ], 1797년 7월 17일~1856년 11월 4일)는 프랑스의 화가로 역사적인 장면을 그리는 데 더 큰 성공을 거둔 예술가이다. 들라로슈는 종종 영국과 프랑스 역사의 주제를 묘사한 멜로드라마틱한 묘사로 유럽에서 유명해졌다. 들라로슈의 그림에서 강조된 감정은 낭만주의에 호소하는 반면, 그의 작품의 세부사항과 역사적인 인물의 미화된 묘사는 아카데미즘과 신고전주의 경향을 따른다. 들라로슈는 실용적인 사실주의로 주제와 역사를 묘사하는 것을 목표로 했다. 그는 자신의 작품에서 대중적인 이상과 규범을 고려하지 않고 마리 앙투아네트와 같은 역사적 인물이든 모든 주제를 동일한 조명으로 그렸다. 기독교, 또는 나폴레옹 보나파르트와 같은 시대의 사람들. 들라로슈는 앙투안장 그로의 주요 제자이며, 후에 토마 쿠튀르, 장레옹 제롬, 장프랑수아 밀레와 같은 많은 저명한 예술가들의 멘토가 되었다.
들라로슈는 낭만주의와 다비드 고전주의 사이의 문체 갈등을 본 세대에서 태어났다. 다비드 고전주의는 사회에서 널리 수용되었고, 즐겼던 사조였기에 파리에서 낭만주의가 도입되었을 때 발전하는 예술가로서 들라로슈는 두 운동 사이에서 자신의 자리를 찾았다. 들라로슈의 중세 및 16세기 및 17세기 역사 그림의 주제는 낭만주의자에게 호소력이 있는 반면 정보의 정확성과 그의 그림의 고도로 마감된 표면은 학자 및 신고전주의에 호소했다. 1830년대 초에 완성된 들라로슈의 작품은 두 운동 사이에서 그가 취한 입장을 가장 잘 반영했으며 당시 동시대 예술가들에게 찬사를 받은 <제인 그레이의 처형> (1833;내셔널 갤러리, 런던)은 당시 들라로슈의 그림 중 가장 찬사를 받았다. 1830년대 후반에 들라로슈는 그의 주요 종교 작품 중 첫 번째 작품을 전시했다. 그의 주제 변경과 "그림의 엄격한 태도"는 비평가들로부터 나쁜 평가를 받았고, 1837년 이후에는 그의 작품 전시를 완전히 중단했다. 1856년 사망할 당시 그는 〈성모님의 생애〉(Life of the Virgin)의 네 장면을 연작으로 그렸다. 이 시리즈에서 단 하나의 작품(가시관을 바라보는 동정녀)이 완성되었다.

## 전기
들라로슈는 파리에서 태어나 생애 대부분을 파리에서 보냈다. 그의 작품의 대부분은 루마자렝(Rue Mazarin)에 있는 그의 스튜디오에서 완성되었다. 그의 대상은 단단하고, 탄탄하며, 매끄러운 표면으로 칠해져 최고 수준의 마감을 제공했다. 이 질감은 당시의 방식이었고 베르네, 아리 셰퍼, 루이 레오폴트 로베르 및 장오귀스트도미니크 앵그르의 작품에서도 발견되었다. 그의 제자 중에는 귀스타브 불랑제, 영국 풍경화가 헨리 마크 안소니, 영국 역사 화가 에드워드 아미티지와 찰스 루시, 미국 화가/사진작가 알프레드 보이소(1823-1901)가 있다.
첫 번째로 전시된 들라로슈 그림은 요아스를 구하는 큰 여호세바(1822)이다. 이 전시회를 통해 테오도르 제리코(Théodore Géricault)와 외젠 들라크루아를 알게 되었고, 이들과 함께 파리 역사 화가의 핵심 그룹이 되었다. 그는 1838년과 1843년에 그의 장인 오라스 베르네(Horace Vernet)가 로마에 있는 프랑스 아카데미의 원장으로 있을 때 이탈리아를 방문했다. 1845년에 그는 뉴욕의 국립 디자인 아카데미에 명예 학자로 선출되었다.

## 어린 시절
폴 들라로슈는 예술가, 딜러, 수집가와 예술 관리자의 가족인 작은 영주 드 라 로슈(de la Roche) 가문에서 태어났다. 그의 아버지 그레구아 이폴리트 들라로슈는 파리의 저명한 미술상이었다. 폴 들라로슈는 두 아들 중 둘째였으며 어린 나이에 미술을 접했다. 19세에 들라로슈는 아버지로부터 루이 에티엔 와터렛의 지도 아래 에콜 데 보자르에서 공부할 기회를 받았다. 들라로슈는 그의 형 쥘 이폴리트 들라로슈가 이미 회화의 역사에 집중했기 때문에 에콜에 있는 동안 풍경에 초점을 맞추는 아버지의 영향을 받았다. 에콜에서 2년을 보낸 후 들라로슈는 풍경에 대한 관심 부족을 표명하고, 1817년 말에 에콜 데 보자르를 떠나 프랑스 학문 시스템에 대한 전반적인 환멸을 느꼈다. 이듬해 그는 스튜디오에 들어갔다. 그는 앙투안 장 그로의 역사 회화에 대한 그의 더 큰 관심을 추구할 수 있었다.

## 갤러리

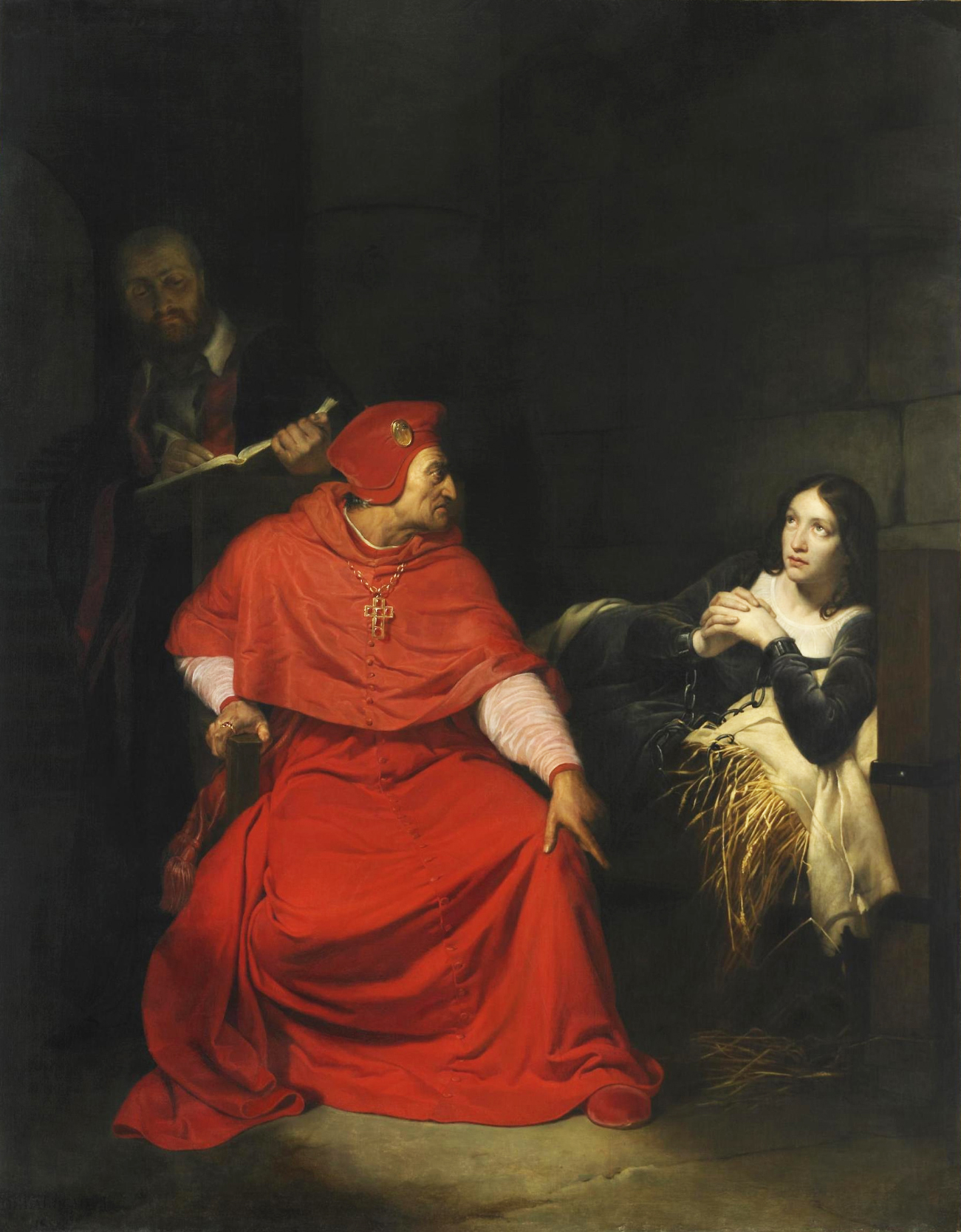
〈심문받는 잔 다르크〉, 1824, 프랑스 루앙 미술관
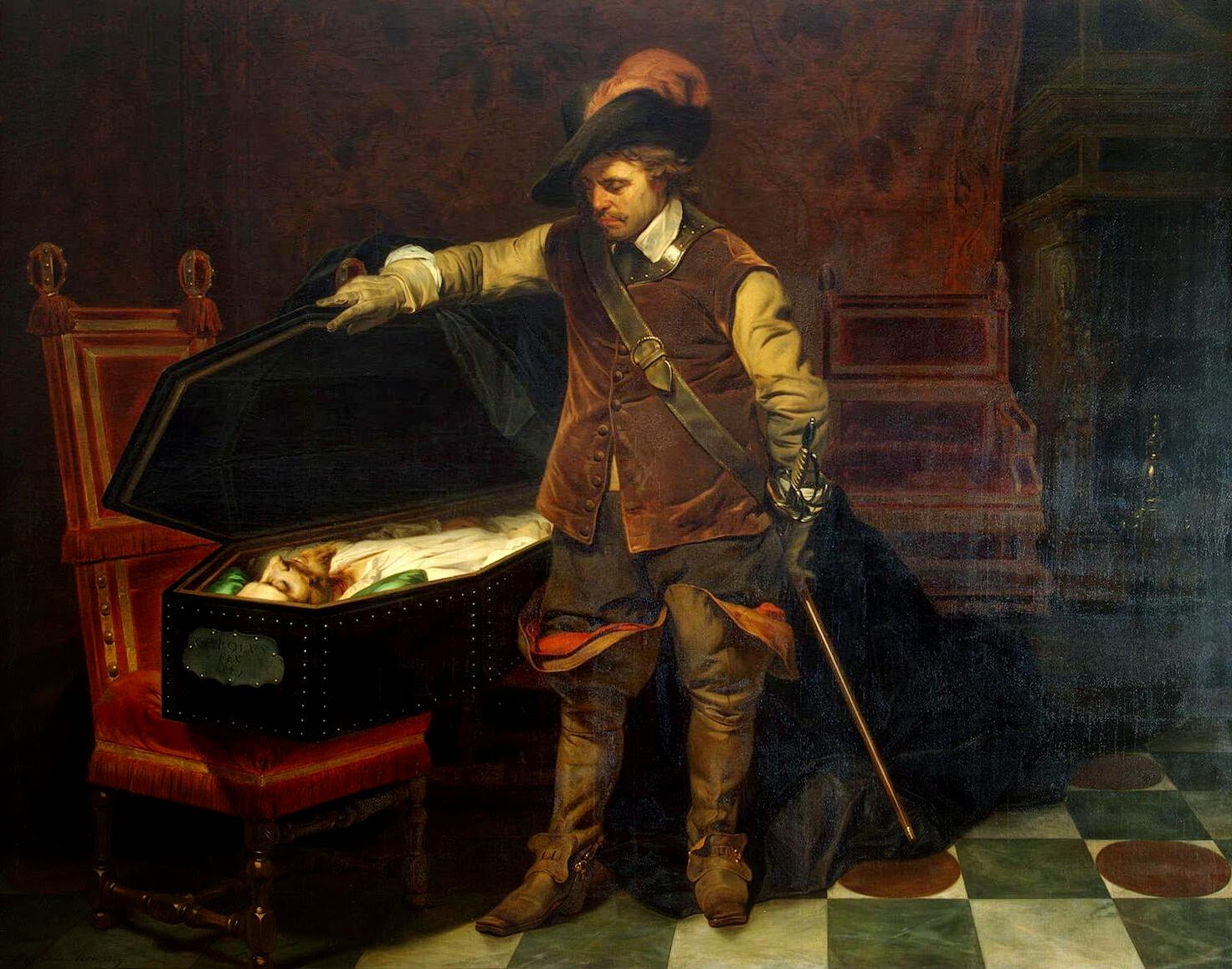
〈크롬웰과 찰스 1세의 시체〉, 1831, 님스 미술관
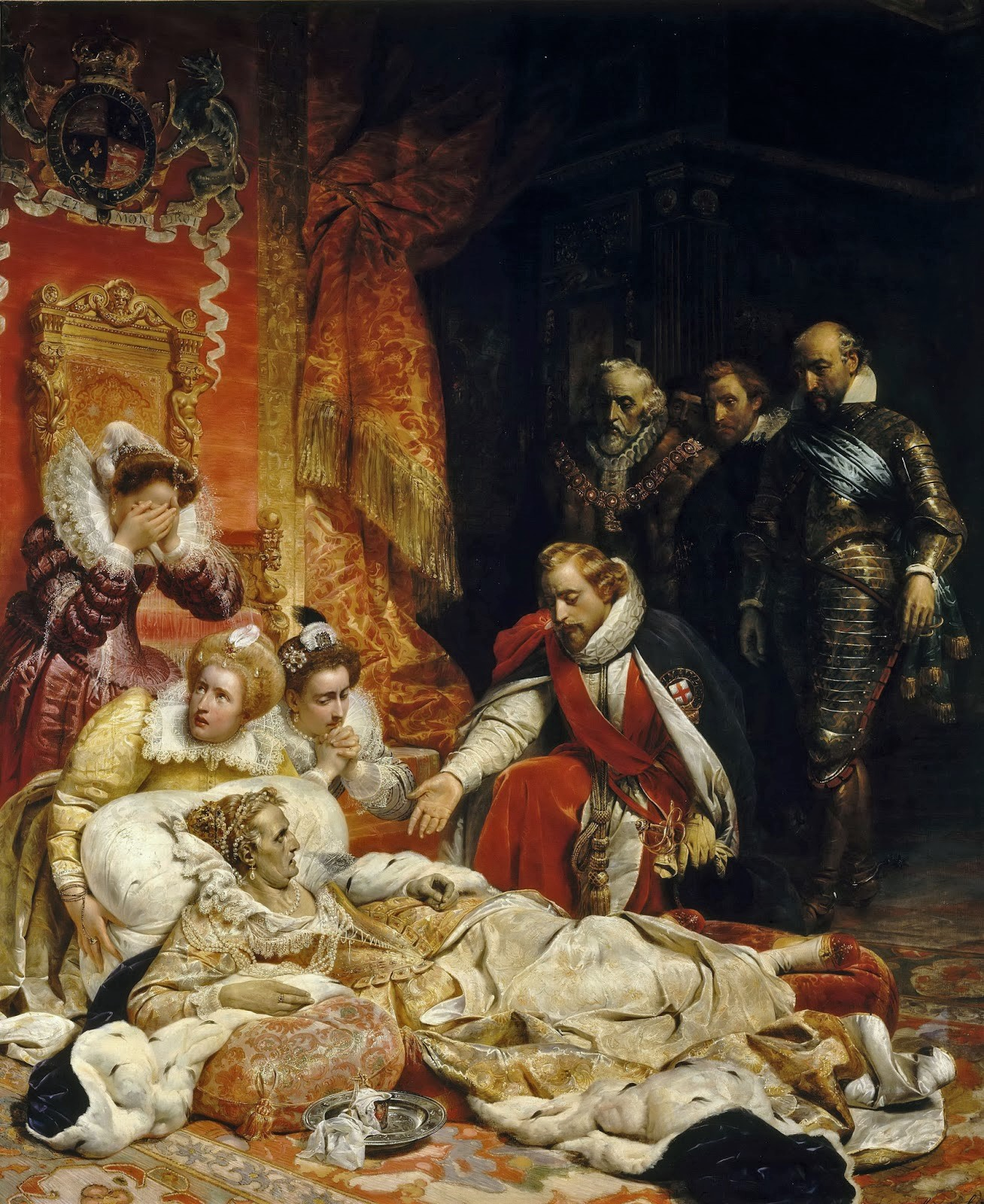
〈잉글랜드 여왕 엘리자베스 1세의 죽음〉, 1828, 루브르
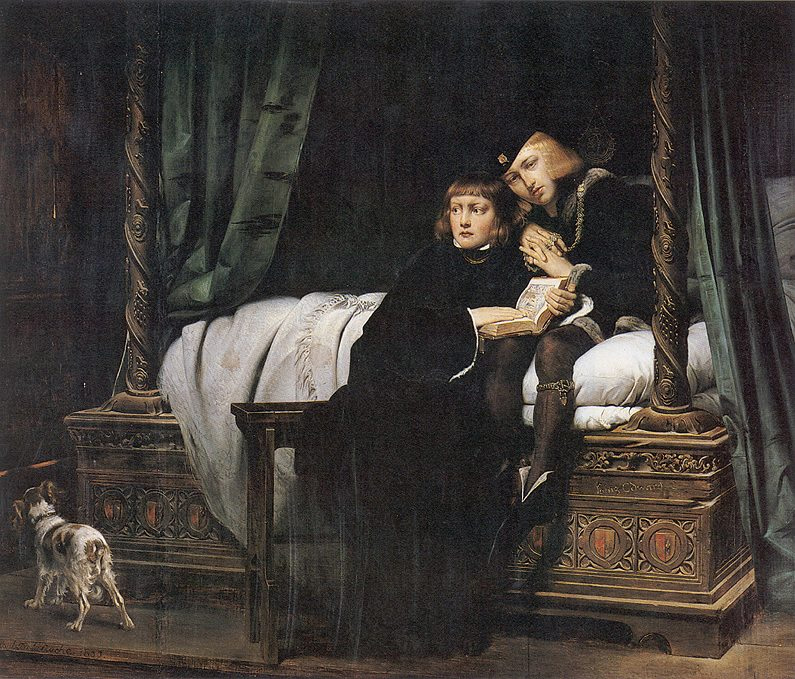
〈탑에 갖힌 에드워드의 아이들〉, 1831, 루브르
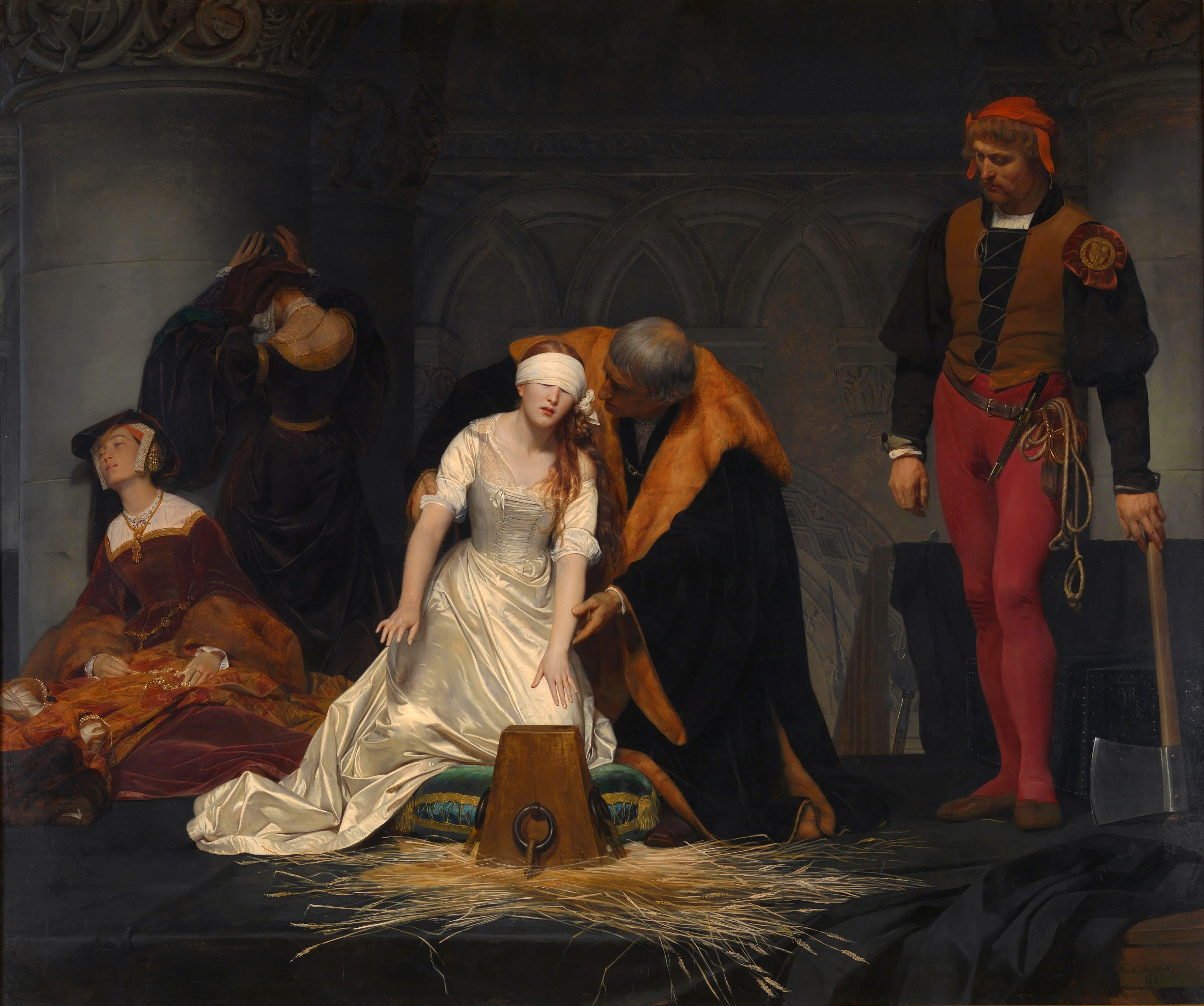
〈레이디 제인 그레이의 처형〉, 1833, 런던 국립 갤러리
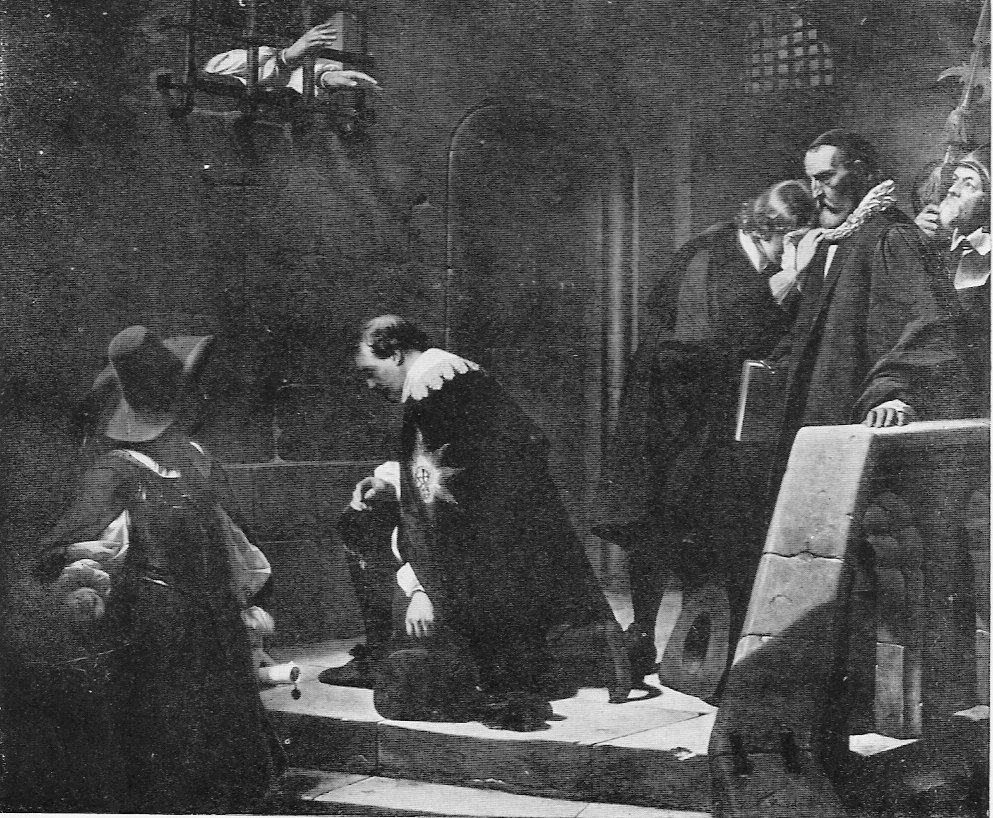
〈스트라포트 백작의 처형〉, 1836
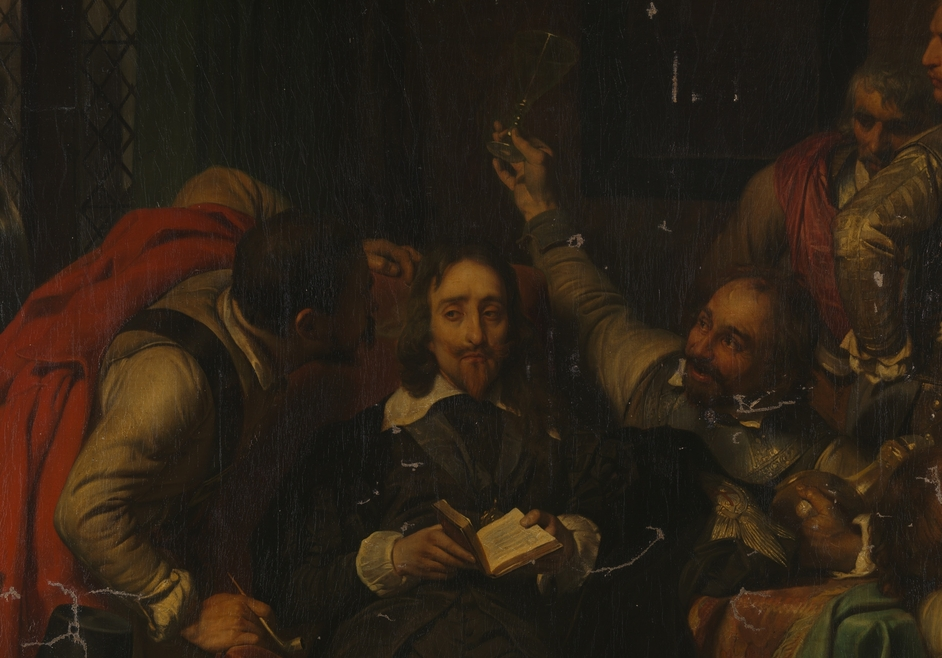
〈크롬웰의 병사들에게 모욕을 당하는 찰스1세〉, 1836, 영국 대공습 때 상실되었다고 생각했던 작품이 2009년 재발견
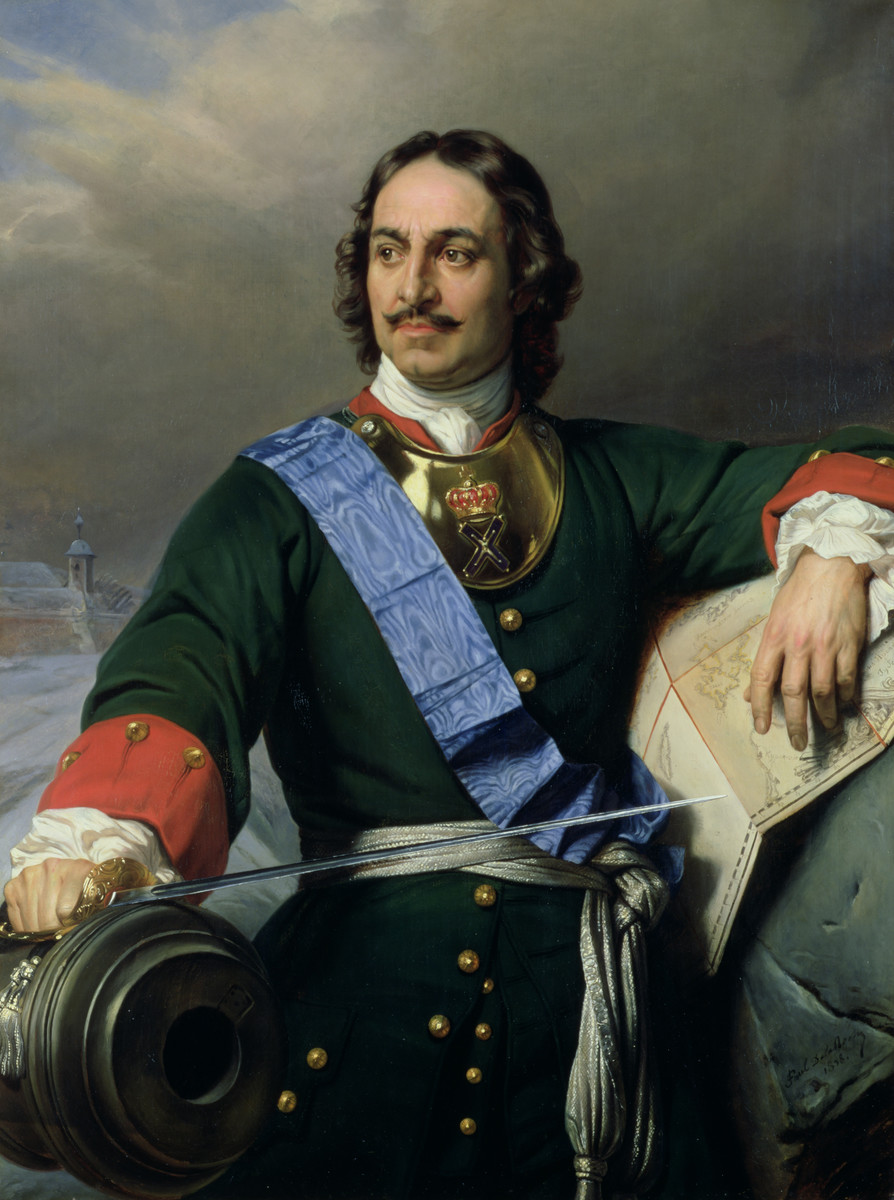
〈표트르 대제〉, 1838
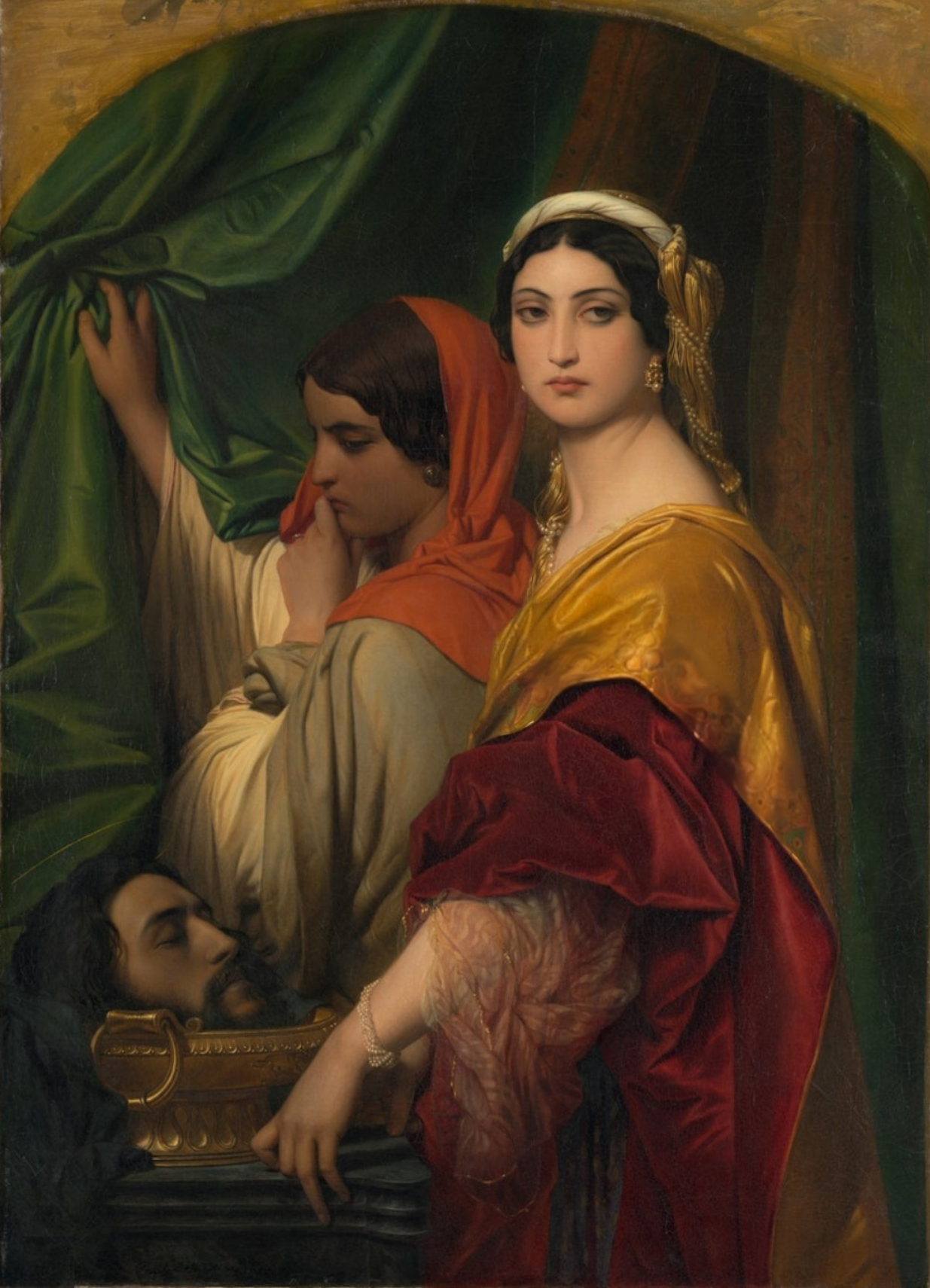
〈헤로디아, 1843〉, 발라프-리하르츠 박물관, 독일 쾰른
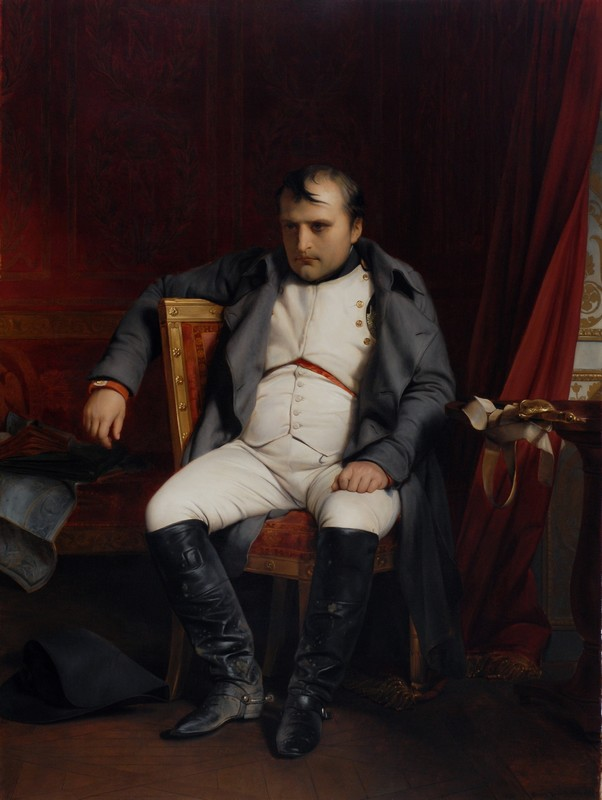
〈퐁텐블로에서 퇴위하는 나폴레옹〉, 1845, 런던 로열 컬렉션
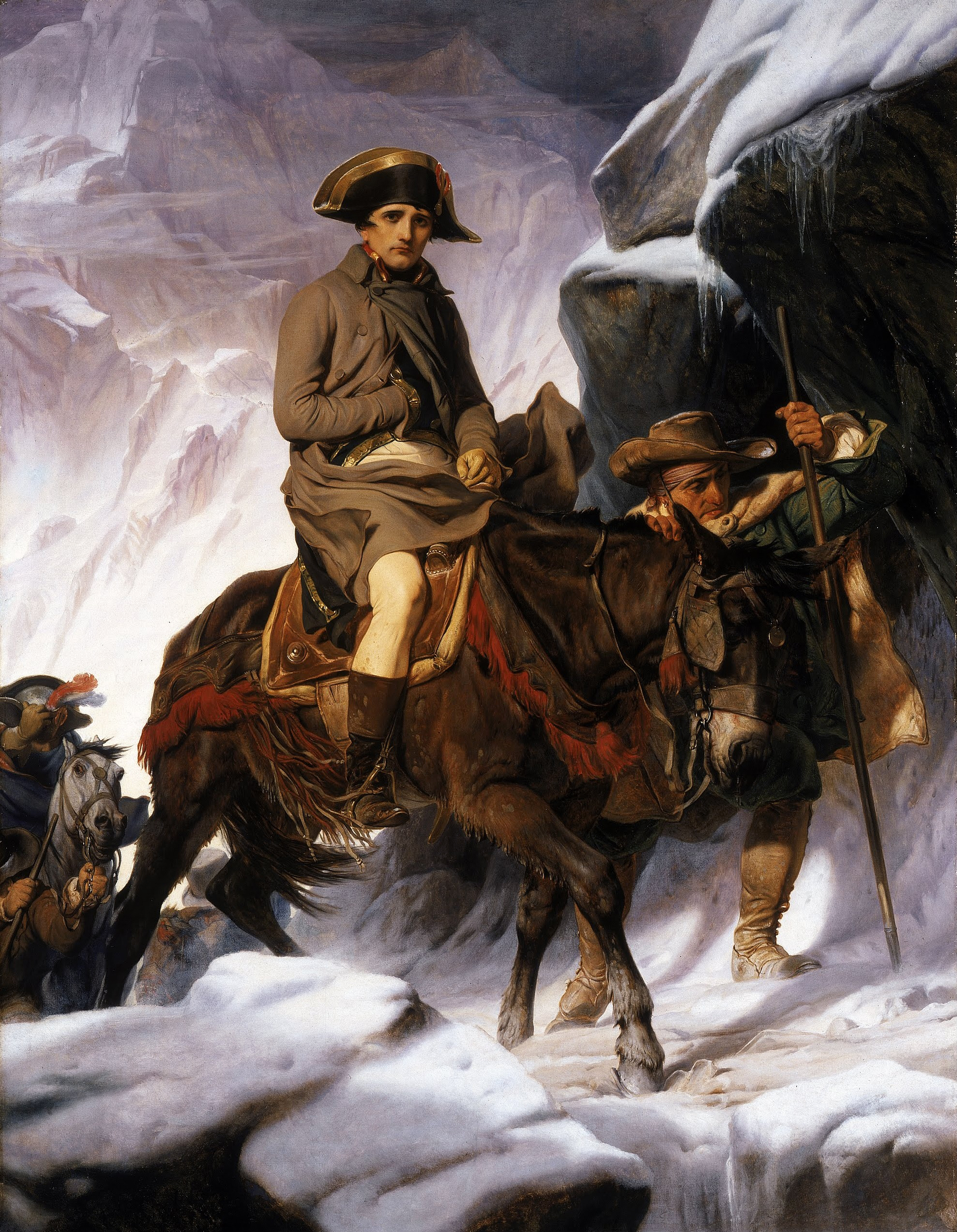
〈알프스를 넘는 보나파르트, 1850〉, 워커 아트 갤러리, 리버풀
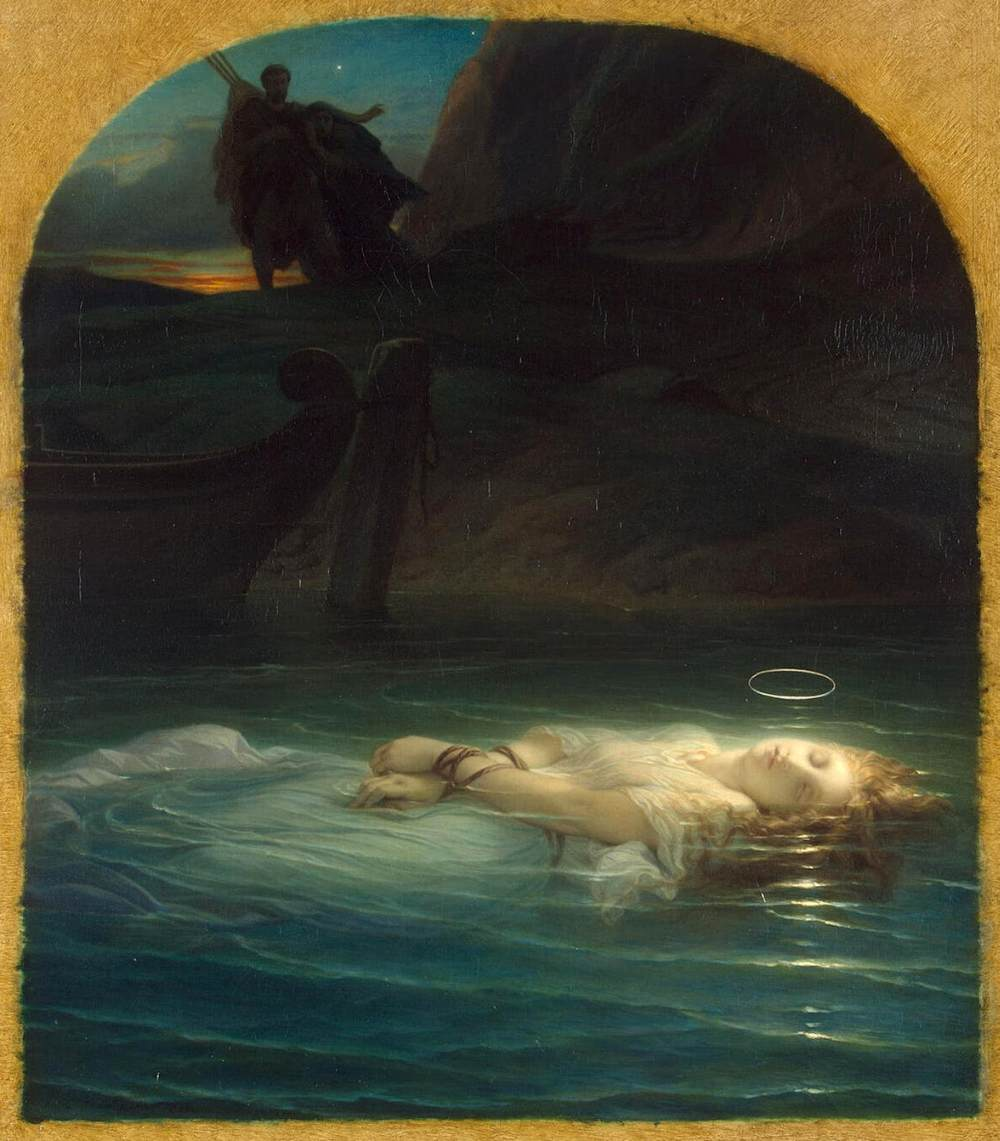
〈젊은 순교자〉, 1855
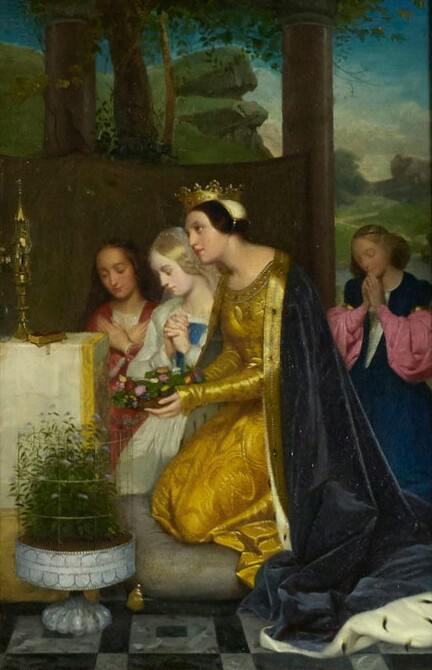
〈헝가리의 여왕 성 아멜리아〉

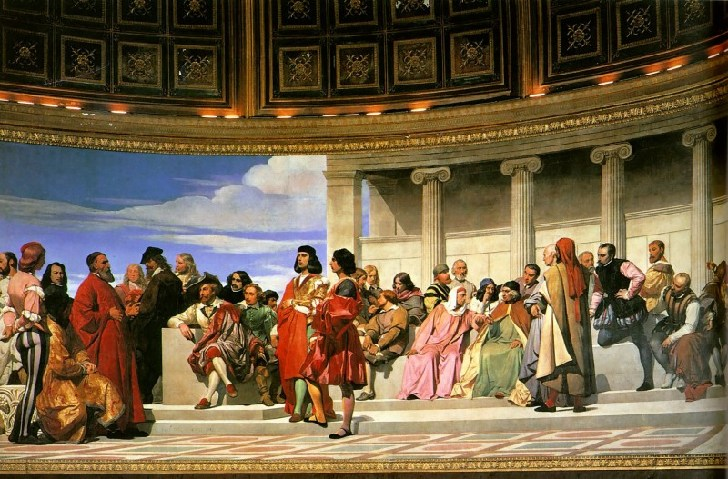
반원형 벽화, Hémicycle의 두 번째 부분, 1841년~1842년, 파리 보자르
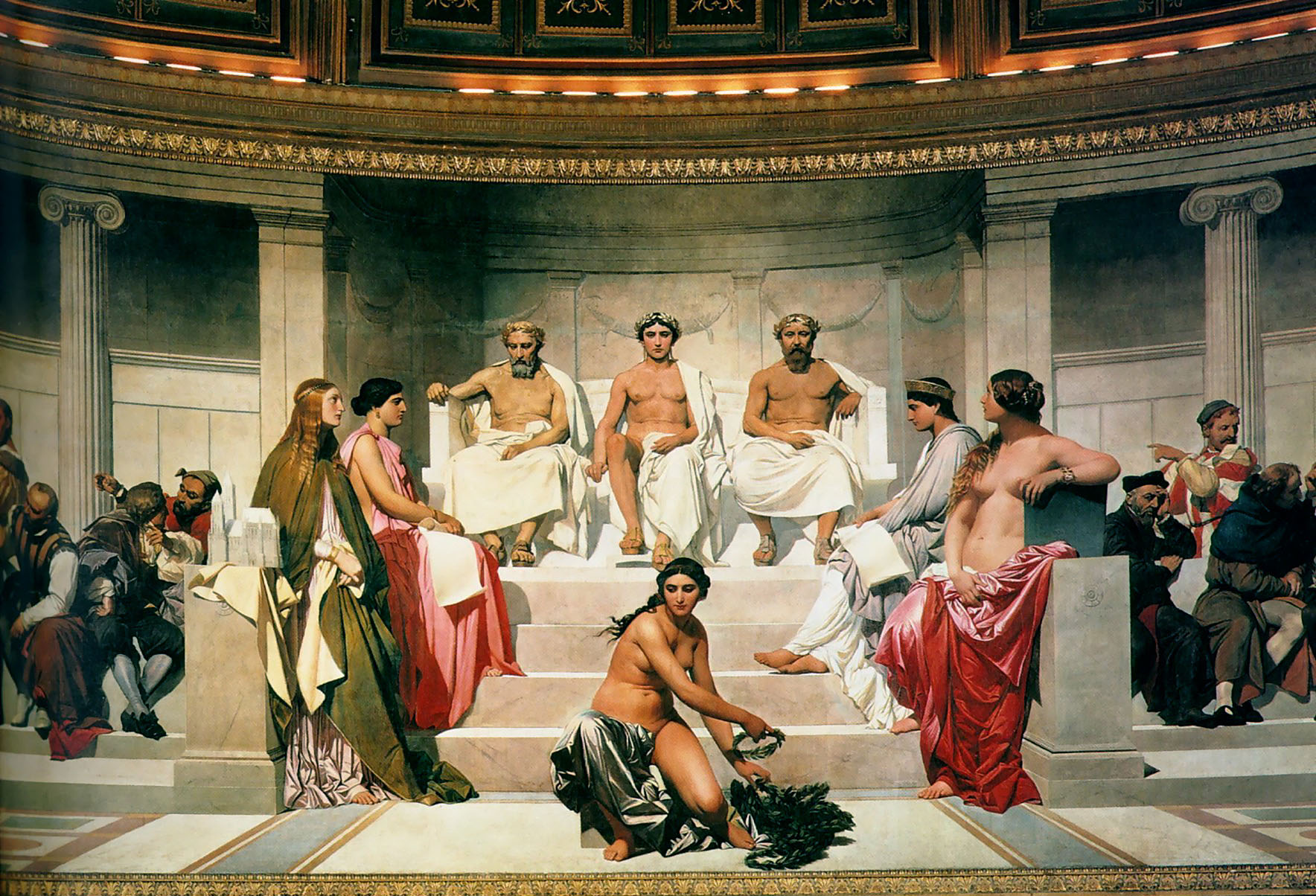
반원형 벽화, Hémicycle의 가운데 부분, 1841년~1842년, 파리 보자르, 좌측 왕좌 부터 익티노스, 아펠레스, 페이디아스
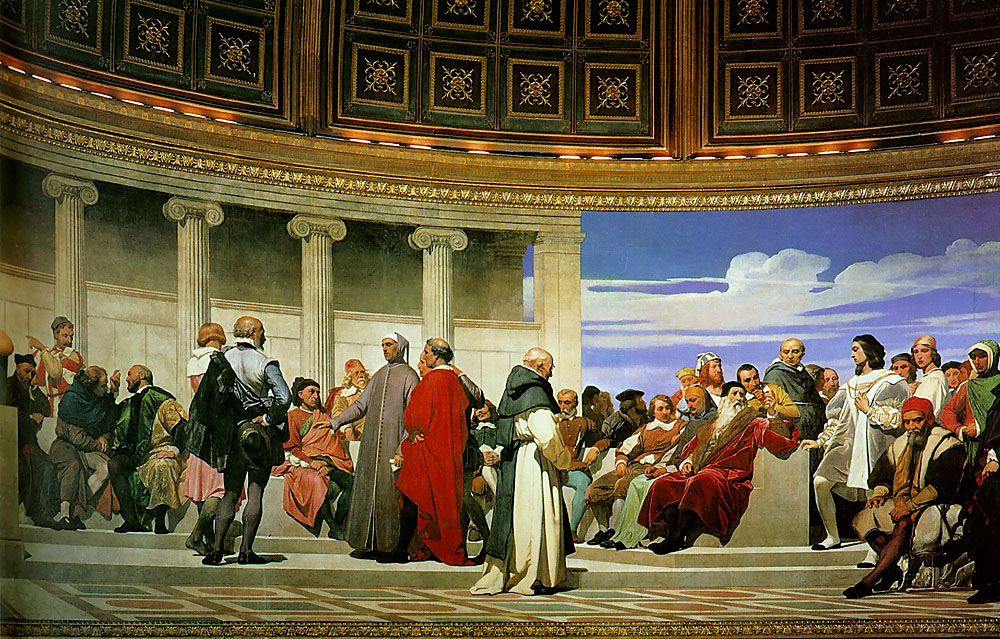
반원형 벽화, Hémicycle의 세 번째 부분, 1841년~1842년, 파리 보자르

## 사진
“오늘부터 회화는 죽었다”는 들라로슈의 말이 종종 인용된다. 이 관찰은 들라로슈가 최초의 성공적인 사진 과정인 다게레오타이프의 사례를 보았을 때인 1839년에 이루어졌을 것이다.